# حرباء هندي
الحرباء الهندي (الاسم العلمي: Chamaeleo zeylanicus) هو نوع من الحرباء وجدت في سريلانكا والهند وأجزاء أخرى من جنوب آسياو شمال أفريقيا، وهذا النوع له لسان طويل، وذيل قابض، حركة اعينيه مستقلة، وله القدرة على تغيير لون الجلد. كما أنها تتحرك ببطء مع التمايل، عادة ما تكون في ظلال النباتات الخضراء أو البنية ويمكن أن تغير لونها بسرعة، والغرض الأساسي من تغيير اللون للتواصل مع الحرباءات الأخرى وللسيطرة على درجة حرارة الجسم عن طريق تغيير الألوان الداكنة على امتصاص الحرارة،